# Налмефен
Налмефен (торговые наименования «Селинкро», «Revex») — антагонист опиоидных рецепторов с преимущественным сродством к κ-опиоидным рецепторам и, в несколько меньшей степени, к μ-опиоидным рецепторам, разработанный в начале 1970-х гг..
В 1995 году налмефен в виде раствора для инъекций (0,1 и 1 мг/мл) был одобрен FDA под торговым наименованием «Revex» в качестве антидота опиоидных агонистов, в том числе для лечения передозировки наркотических анальгетиков. В настоящее время «Revex» снят с производства.
В 2013 году налмефен в виде таблеток (18 мг) был одобрен EMA под торговым наименованием «Selincro» для лечения алкогольной зависимости. C 2015 г. доступен и на рынке Российской Федерации под торговым наименованием «Селинкро».
Налмефен — первое и, пока, единственное зарегистрированное лекарственное средство, предназначенное для сокращения потребления алкоголя, а не полного воздержания от него.
В результате применения налмефена пациентами с алкогольной зависимостью, расходы здравоохранения на лечение и профилактику пагубных последствий употребления алкоголя снижаются уже через год.

## Фармакология

### Фармакодинамика
Налмефен — опиоидный антагонист с преимущественным сродством к κ-опиоидному (KOP) и μ-опиоиднму (MOP) рецептору. Сродство (аффинность, Ki) к KOP рецептору в 3 раза выше, чем к MOP и составляет 0.08 нМ и 0.24 нМ, соответственно.
К δ-опиоидному (DOP) рецептору налмефен проявляет сравнительно низкое сродство (16 нМ).
Налмефен является частичным (парциальным) агонистом κ-опиоидного рецептора с низкойвнутренней активностью (эффективностью агонизма, Emax=29 %).
Налмефен является нейтральным антагонистом μ-опиоидного рецептора.
Эндогенная опиоидная система является одним из главных модуляторов функциональной активности мезокортикальных и мезолимбических дофаминергических нейронов, вовлеченных в процесс формирования положительного и отрицательного подкрепления. Доклинические данные свидетельствуют о том, что, проявляя свойства частичного агониста KOP, налмефен может выступать в роли их функционального антагониста в условиях, связанных с избыточностью нейротрансмиссии, опосредованной динорфином, и, таким образом, может уменьшать отрицательные подкрепляющие эффекты алкоголя в виде аверсивных состояний, возникающих при прекращении его приема. Проявляя свойства антагониста MOP, налмефен может снижать опосредованное β-эндорфином положительное подкрепляющее действие алкоголя.

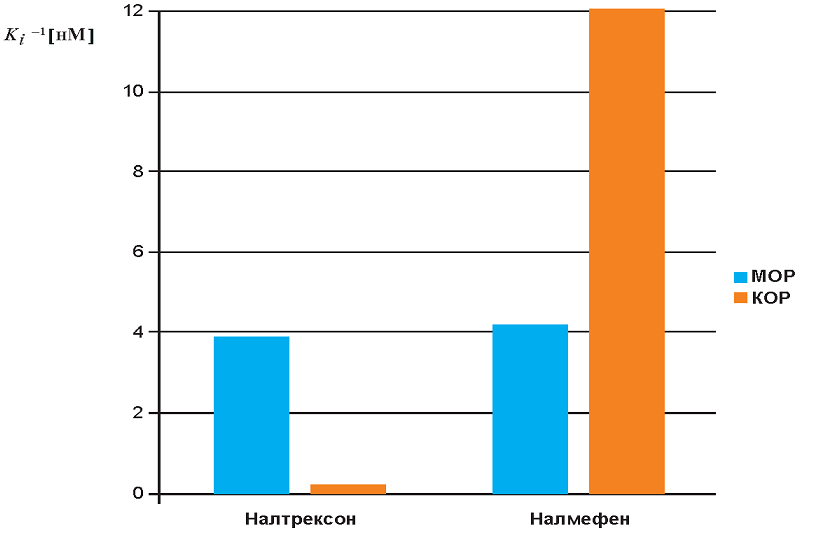
Аффинность к мю-опиоидному (MOP) и каппа-опиоидному (KOP) рецептору. В качестве радиолигандов, для определения аффинности, в случае налмефена использовались [3H]DAMGO и [3H]U69,593, а в случае налтрексона — [3Н]налоксон и [3Н]norBNI (опубликовано в: Вопросы наркологии № 4 2015)

#### Различие профилей рецепторного связывания налмефена и налтрексона
Налмефен отличается от налтрексона замещением кетоновой группы (=О, в положении 6) на метиленовую (=CH2), что кардинально (в 64 раза) увеличивает аффинность к κ-опиоидному рецептору:
| Аффинность (Ki, нМ) налмефена и налтрексона к трём классическим типам опиоидных рецепторов | Аффинность (Ki, нМ) налмефена и налтрексона к трём классическим типам опиоидных рецепторов | Аффинность (Ki, нМ) налмефена и налтрексона к трём классическим типам опиоидных рецепторов | Аффинность (Ki, нМ) налмефена и налтрексона к трём классическим типам опиоидных рецепторов |
| Соединение                                                                                 | MOP (μ)                                                                                    | KOP (κ)                                                                                    | DOP (δ)                                                                                    |
| ------------------------------------------------------------------------------------------ | ------------------------------------------------------------------------------------------ | ------------------------------------------------------------------------------------------ | ------------------------------------------------------------------------------------------ |
| Налмефен                                                                                   | 0,24                                                                                       | 0,08                                                                                       | 16                                                                                         |
| Налтрексон                                                                                 | 0,26                                                                                       | 5,15                                                                                       | 117                                                                                        |

### Фармакокинетика

#### Биодоступность
Благодаря наличию метиленовой группы, налмефен не подвергается пресистемному метаболизму по положению 6, что отличает его от налтрексона, низкая (5 %) пероральная биодоступность которого связана с восстановлением кетоновой группы в положении 6, при первом прохождении через печень. Такое повышение метаболической стабильности увеличивает абсолютную биодоступность, которая для налмефена составляет 41 %.
Одновременный прием с пищей с высоким содержанием жиров увеличивает общую экспозицию (AUC) на 30 % и Cmax на 50 %, при этом Tmax в плазме крови увеличивается на 30 мин.

#### Распределение
Связывание с белками плазмы составляет около 30 %. Кажущийся Vd — около 3200 л.

#### Биотрансформация
При приеме внутрь налмефен подвергается экстенсивному метаболизму до основного метаболита налмефен-3-О-глюкуронида, главным образом под действием изофермента UGT2B7 и в меньшей степени за счет изоферментов UGT1A3 и UGT1A8. Относительно небольшое количество налмефена метаболизируется до норналмефена под действием изофермента CYP3A4/5 и налмефен-3-О-сульфата сульфированием. Норналмефен в свою очередь превращается в норналмефен-3-О-глюкуронид и норналмефен-3-О-сульфат. Метаболиты не вносят значимого вклада в фармакодинамические эффекты, связанные с воздействием на опиоидные рецепторы у людей, за исключением налмефен-3-О-сульфата, который имеет сравнимую с налмефеном активность. Однако концентрация налмефен-3-О-сульфата составляет менее 10 % от концентрации налмефена. По этой причине маловероятно, что данный метаболит вносит значимый вклад в развитие фармакологических эффектов налмефена.

#### Выведение
Конъюгация с глюкуроновой кислотой является главным механизмом, определяющим клиренс налмефена. Почечная экскреция является основным путём выведения метаболитов налмефена.
Конечный T1/2 равен 12,5 ч.

### Фармакодинамически-фармакокинетические соотношения
По данным позитронно-эмиссионного сканирования, после перорального приема налмефена в дозе 20 мг, оккупированость (процент рецепторов, связанных с лигандом в конкретный момент времени) центральных μ-опиоидных рецепторов уже через 3 ч составляет более 90 % и сохраняется приблизительно на таком же уровне в течение последующих 26 часов , что сопоставимо с аналогичными параметрами налтрексона. Поскольку оккупированность рецепторов является функцией от константы аффинности (Ki), очевидно, что «насыщение» налмефеном популяции КОР рецепторов будет выше и более продолжительным, чем МОР.

## Режим дозирования

### Алкогольная зависимость
Начинать приём налмефена следует лишь при отсутствии физических признаков острого синдрома отмены алкоголя. «Селинкро» рекомендовано применять в сочетании с продолжительной психосоциальной поддержкой, направленной на сохранение приверженности лечению и снижение потребления алкоголя.
Для лечения алкогольной зависимости налмефен принимается внутрь в дозе 18 мг в сутки.
Налмефен применяется в режиме «по необходимости». Такой режим предполагает гибкий подход к приему препарата: в дни, когда существует риск приема алкоголя, пациент принимает 1 таблетку (18 мг) утром, либо за 1-2 часа до приема алкоголя. Если пациент начал употреблять алкоголь, не приняв предварительно препарат, ему следует это сделать как можно быстрее [налмефен не имеет риска нежелательных взаимодействий с алкоголем].
Режим «по необходимости» по определению может трактоваться и как ежедневный поддерживающий прием препарата. Ежедневный примем налмефена представляется наиболее рациональным в течение первых месяцев терапии, особенно у пациентов с частыми алкогольными эксцессами, а также в случае неоднократных прецедентов пропуска заблаговременного приема препарата в связи с высокой импульсивностью или анозогнозией. Не исключено, что ежедневное применение может иметь дополнительные клинические преимущества, особенно у пациентов склонных к дисфориям, ангедонии и с коморбидными аффективными нарушениями.
Непрерывная психосоциальная поддержка, рекомендуемая наряду с использованием Селинкро, является простым вмешательством. Главной его целью является поддержка пациента в стремлении снизить потребление алкоголя и улучшить приверженность лечению, что может быть достигнуто во время обычной консультации врача общей практики или другого медицинского работника первичного звена здравоохранения.

### Антидот наркотических анальгетиков
Для частичного купирования послеоперационной опиоидной седации, препарат «Revex» (раствор 0,1 мг/мл) применялся внутривенно в дозе 0,025—0,1 мг (на пациента весом 100 кг). Использование в анестезиологии доз, не превышающих 1 мкг/кг, позволяет купировать избыточный седативный эффект наркотических анальгетиков, без значимого снижения анальгетического. Ввиду быстрого распределения препарата в организме, продолжительность действия парентеральных доз, не превышающих 1 мкг/кг, составляет 30—60 мин.
В качестве антидота при передозировке опиоидов препарат «Revex» (раствор 1 мг/мл) применялся внутривенно в дозе 0,5—1,5 мг (на пациента весом 70 кг). Действие абсолютной купирующей дозы (1 мг на пациента весом 70 кг) продолжается в течение многих часов. Анальгетический эффект опиоидных анальгетиков в течение данного периода времени полностью аннулируется. По этой причине, при подозрении на наличие физической зависимости от опиоидов у лиц с передозировкой, применение налмефена было рекомендовано начинать с введения дозы 0,1 мг. Введение абсолютной купирующей дозы налмефена возможно лишь в случае отсутствия симптомов отмены опиоидов в течение последующих 2 минут.
В 2024 г. FDA одобрило автоинъектор с 1.5 mg налмефена.

## Клиническая эффективность
Сокращение потребления алкоголя признается Всемирной организацией здравоохранения (ВОЗ), Европейской медицинской ассоциацией (ЕМА) и руководством общественного здравоохранения в качестве приемлемой терапевтической цели для пациентов, страдающих алкогольной зависимостью.
Налмефен, принимаемый «по необходимости», дает пациенту возможность контролировать ситуацию, управляя болезнью и лечением.
Налмефен изучался в трех регистрационных клинических исследованиях III фазы: ESENSE1, ESENSE2 и SENSE, в которых участвовали 1 997 пациентов с алкогольной зависимостью. Одна группа получала налмефен и психосоциальную поддержку, другая — плацебо и психосоциальную поддержку. Исследования ESENSE1 и ESENSE2 имели две первичные конечные точки: (1) сокращение числа дней тяжелого пьянства и (2) сокращение суммарного потребления алкоголя.
Было показано, что через 6 месяцев приема налмефена потребление алкоголя снижается более чем на 60 %.
Анализ вторичных конечных точек показал, что налмефен улучшает качество жизни, связанное со здоровьем (по шкалам HRQoL, SF-36 и EQ-5D).
В исследование SENSE также включались пациенты с коморбидными аффективными расстройствами (текущими или в анамнезе). Было показано, что к 13 месяцу терапии, в группе налмефена наблюдалось более выраженное улучшение настроения по шкале аффективного профиля (POMS), чем в группе плацебо. Тем не менее, ввиду небольшой пропорции таких пациентов (35 человек) в данном исследовании, выводы об эффективности налмефена в отношении коморбидных аффективных нарушений следует делать с осторожностью. Тем не менее, эти данные лишь подтверждают теоретические предположения о возможном наличии у налмефена антидепрессивного, анксиолитического и антиангедонического действия, логически проистекающие из его функционального антагонизма к КОР рецептору, в условиях, связанных с чрезмерным повышением уровня эндогенного динорфина.

## Безопасность
Наиболее распространенными нежелательными явлениями, возникавшими чаще на фоне налмефена, чем плацебо, были тошнота, головокружение, бессонница, головная боль, рвота, слабость и сонливость.
Большинство нежелательных явлений имели легкую или среднюю степень тяжести, и наблюдались главным образом в начале лечения.
Частота отказов от лечения из-за побочных эффектов была схожей в группе налмефена и плацебо.